# Василий Сталин
Василий Йосифович Сталин (на руски: Васи́лий Ио́сифович Ста́лин, * 24 март 1921 г. в Москва; † 19 март 1962 г. в Казан (в затвора от 1953 до 1960 г. е държан под името Василий Павлович Василиев, от 9 януари 1962 г. – Джугашвили) е съветски генерал и най-малкият син на Йосиф Сталин.
Василий Сталин произлиза от брака на Йосиф Сталин с втората му съпруга Надежда Алилуева. Той остава сирак на 10-годишна възраст, когато майка му вероятно се е застреляла. По време на Втората световна война той прави кариерата си като капитан в 23-та изтребителна група в Москва и става успешен пилот на самолет. Освен споменаването на награждаването му с Ордена на Червеното знаме, той – като всички деца на Сталин – почти не се споменава публично. От 1945 до 1947 г. Василий е разположен на летището Алт Дабер във Витсток/Досе като командир на съветска авиационна дивизия. През 1948 г. е ас Генерал-лейтенант от Московския военен окръг е повишен в командир на местните военновъздушни сили и оттогава ръководи въздушните паради на националните празници.
Сестра му Светлана казва, че Василий Сталин води разпуснат начин на живот, лоша компания и алкохолизъм. Той също е арогантен и неконтролиран и е държан на позицията си само от баща си. През април 1951 г. е избран за член на Московския комитет на КПСС.
На 1 май 1952 г., въпреки че е забранено, той кара въздушна ескадрила да прелети над Червения площад и е лично отстранен от поста командир от Сталин и изпратен в генералщабна академия, която той никога не посещавал.
В шока си от смъртта на баща си през следващата година Василий вярва, че Сталин е бил убит. Губи позицията си във военновъздушните сили, арестуван е на 28 април 1953 г. и осъден на 8 години затвор. Впоследствие е затворен в затворническия лагер Владимировка във Владимир до 1960 г. и няколко пъти е бил в санаториуми или психиатрични заведения. След завръщането си в Москва той отново привлича вниманието чрез разврат и алкохолизъм, след това се опитва да се излекува в Кавказ и накрая се премества в Казан, където умира на 19 март 1962 г.
Василий Сталин е бил женен четири пъти. Първата му съпруга от 1940 до 1944 г. е Галина Бурдонская (1921 – 1990), с която има син (Александър Бурдонски (1941 – 2017), театрален режисьор, народен артист на Русия 1996) и дъщеря Надежда (1943 – 1999). От 1946 до 1949 г. е женен за Екатерина Тимошенко (1923 – 1988), дъщеря на маршал Семьон Тимошенко. Този брак води до дъщеря Светлана (1947 – 1990) и син Васил (1949 – 1972). Третата съпруга на Василий Сталин е плувкинята Кримитина Василиева (1918 – 2006) от 1949 до 1953 г., с която той няма деца. Той осиновява дъщеря ѝ Лина (р. 1942) от първия ѝ брак. Малко преди смъртта си Василий Сталин се жени за Мария Нусберг (Шеваргина, 1930 – 2002) през 1962 г.
През ноември 2002 г. тялото му е препогребано на гробището Троекурово в Москва.